# Лід (фільм, 2018)
«Лід» — російський мелодраматичний музичний фільм режисера Олега Трохима. Фільм розповідає про здібну фігуристку, яка опинилася в лікарні через помилку партнера, що поставило під удар її мрію. Проте в її житті з'являється хокеїст, любов до якого допоможе їй себе подолати. У головних ролях — Аглая Тарасова і Діана Енакаева. Прем'єра в Росії відбулася 14 лютого 2018 року.

## Сюжет
Талановиту фігуристку зауважив один легендарний спортсмен, внаслідок чого Надя наближається до виконання дитячої мрії. Але в результаті помилки партнера вона опинилася в лікарні. Здавалося б, спорту в її життя приходить кінець, але раптом з'являється хокеїст Саша, вимушений працювати доглядальницею для фігуристки. Спочатку вони ненавидять один одного, навіть не здогадуючись, що ця боротьба перетвориться в історію великої любові, яка всупереч усім бідам допоможе Наді здійснити свою мрію.

## У ролях
- Аглая Тарасова — Надія Лапшина, фігуристка
- Олександр Петров — Олександр Горін, хокеїст
- Мілош Бикович — Володимир Леонов, фігурист
- Марія Аронова — Ірина Шаталіна, тренер
- Ксенія Раппопорт — мама Надії Лапшиної
- Ян Цапнік — Сівби, тренер
- Ксенія Лаврова-Глінка — Маргоша, тітка
- Павло Майков — хахаль тітки
- Діана Єнакаева — Надія Лапшина в дитинстві
- Ірина Старшенбаум — конкурентка
- Федір Бондарчук — бродяга
- Андрій Золотарьов — репортер
- Дмитро Губернієв — спортивний коментатор «Кубка льоду»
- Максим Белбородов — Мітя
- Олексій Лукін — хлопець в качалці

## Музика
| #   | Назва                   | Исполнитель (ли)   | Тривалість |
| --- | ----------------------- | ------------------ | ---------- |
| 1.  | «Opening»               | Александр Шибаршин | 0:54       |
| 2.  | «2 Main Title»          | Антон Беляев       | 1:28       |
| 3.  | «Прирождённый повар»    | Ксения Раппопорт   | 0:09       |
| 4.  | «Nadya's Home»          | Антон Беляев       | 0:37       |
| 5.  | «Мам, лёд трещит»       | Ксения Раппопорт   | 0:29       |
| 6.  | «Death of Mother»       | Антон Беляев       | 1:16       |
| 7.  | «Звезда моя»            | Мария Аронова      | 0:24       |
| 8.  | «Tomorrow at 6»         | Антон Беляев       | 1:01       |
| 9.  | «У нас комиссия»        | Мария Аронова      | 0:11       |
| 10. | «Солдат»                | Мария Аронова      | 3:36       |
| 11. | «Девочки, всем спасибо» | Ян Цапник          | 0:10       |
| 12. | «Стыцамен»              | Антон Беляев       | 3:14       |
| 13. | «Что с нами будет?»     | Милош Бикович      | 0:07       |
| 14. | «I'll Be with You»      | Антон Беляев       | 0:45       |
| 15. | «Дамы и господа»        | Александр Шибаршин | 0:11       |
| 16. | «Power»                 | Антон Беляев       | 3:25       |
| 17. | «Кто там?»              | Александр Петров   | 0:23       |
| 18. | «Sasha's Therapy»       | Антон Беляев       | 3:32       |
| 19. | «Да ты просто ссышь!»   | Александр Петров   | 0:21       |
| 20. | «Fallen»                | Антон Беляев       | 0:31       |
| 21. | «Я чувствую силу»       | Александр Петров   | 0:17       |
| 22. | «Miracle»               | Антон Беляев       | 0:24       |
| 23. | «Саш, ты то как?»       | Александр Петров   | 0:20       |
| 24. | «Don't Leave»           | Антон Беляев       | 0:26       |
| 25. | «Слышишь?»              | Александр Петров   | 0:14       |
| 26. | «Sasha and Nadya»       | Антон Беляев       | 0:34       |
| 27. | «Ничего себе»           | Александр Петров   | 0:16       |
| 28. | «Leave If You Love»     | Антон Беляев       | 1:40       |
| 29. | «Отпусти меня»          | Александр Петров   | 0:14       |
| 30. | «Sasha Leaves»          | Антон Беляев       | 1:43       |
| 31. | «Лосины снимай»         | Александр Петров   | 0:04       |
| 32. | «Sasha's Back»          | Антон Беляев       | 1:07       |
| 33. | «Лететь»                | Антон Беляев       | 3:04       |
| 34. | «Final»                 | Антон Беляев       | 3:33       |
| 35. | «Main Theme»            | Антон Беляев       | 1:45       |